# Tusara
Tusara – gaun wikas samiti w zachodniej części Nepalu w strefie Rapti w dystrykcie Pyuthan. Według nepalskiego spisu powszechnego z 2001 roku liczył on 1072 gospodarstw domowych i 5641 mieszkańców (3019 kobiet i 2622 mężczyzn).